# Milan Janić
Milan Janić (Belišće, Yugoslavia, 14 de junio de 1957-Belgrado, Serbia, 1 de enero de 2003) fue un deportista yugoslavo que compitió en piragüismo en la modalidad de aguas tranquilas. 
Participó en dos Juegos Olímpicos de Verano en los años 1980 y 1984, obteniendo una medalla de plata en la edición de Los Ángeles 1984 en la prueba de K1 1000 m. Ganó seis medallas en el Campeonato Mundial de Piragüismo entre los años 1978 y 1983.

## Palmarés internacional
| Juegos Olímpicos   | Juegos Olímpicos             | Juegos Olímpicos | Juegos Olímpicos |
| Año                | Lugar                        | Medalla          | Evento           |
| ------------------ | ---------------------------- | ---------------- | ---------------- |
| 1984               | Los Ángeles (Estados Unidos) | Medalla de plata | K1 1000 m        |
| Campeonato Mundial |                              |                  |                  |
| Año                | Lugar                        | Medalla          | Evento           |
| 1978               | Belgrado (Yugoslavia)        | Medalla de plata | K1 1000 m        |
| 1978               | Belgrado (Yugoslavia)        | Medalla de oro   | K1 10 000 m      |
| 1979               | Duisburgo (RFA)              | Medalla de oro   | K1 10 000 m      |
| 1981               | Nottingham (Reino Unido)     | Medalla de plata | K1 10 000 m      |
| 1982               | Belgrado (Yugoslavia)        | Medalla de oro   | K1 10 000 m      |
| 1983               | Tampere (Finlandia)          | Medalla de plata | K1 10 000 m      |